# 18 Sagittae
18 Sagittae är en orange jätte i stjärnbilden Pilen.
Stjärnan har visuell magnitud 6,11 och befinner sig på ett avstånd av ungefär 330 ljusår.